# HD 221287
HD 221287 é uma estrela na constelação de Tucana. Tem uma magnitude aparente visual de 7,81, não podendo ser vista a olho nu. De acordo com sua paralaxe anual medida pela sonda Gaia, está a uma distância de aproximadamente 183 anos-luz (56 parsecs) da Terra. Sua magnitude absoluta visual é igual a 4,20.
Esta é uma estrela de classe F da sequência principal com um tipo espectral de F7V, sendo parecida com o Sol porém maior e mais luminosa. Possui uma massa de 117% da massa solar, um raio de 122% do raio solar e está brilhando com o dobro da luminosidade solar. Sua fotosfera tem uma temperatura efetiva de cerca de 6 193 K. HD 221287 apresenta um conteúdo metálico próximo do solar, com uma abundância de ferro 7% superior à solar. É uma estrela com alta atividade cromosférica, sendo portanto relativamente jovem, com uma idade estimada em 1,3 bilhões de anos.
HD 221287 possui um planeta extrassolar conhecido, descoberto em 2007 pelo método da velocidade radial a partir de observações pelo espectrógrafo HARPS. É um objeto massivo com pelo menos 3 vezes a massa de Júpiter e está a uma distância média de 1,25 UA da estrela, levando 456 dias para completar uma órbita. A melhor estimativa para sua excentricidade orbital é de 0,08, mas uma órbita circular ou moderamente excêntrica (e = 0,25) também é possível. A velocidade radial da estrela apresenta também variações irregulares e rápidas que são atribuídas à alta atividade estelar, provavelmente causadas por manchas estelares.
| Planeta | Massa           | Semieixo maior (UA) | Período orbital (dias) | Excentricidade  |
| ------- | --------------- | ------------------- | ---------------------- | --------------- |
| b       | >3,09 ± 0,79 MJ | 1,25 ± 0,04         | 456,1+7,7 −5,8         | 0,08+0,17 −0,05 |